# Евксинско-Колхидски листопадни гори
Евксинско-Колхидски листопадни гори е екорегион в Югозападна Азия и Югоизточна Европа, част от биома на Умерените широколистни и смесени гори и биогеографската област Палеарктика.
Обхваща тясна и дълга ивица по южното крайбрежие на Черно море, от най-югоизточния край на България до Колхидската низина в Грузия, като в Турция на места навлиза по долините и равнините и по-навъртре в сушата.
Валежите нарастват от запад на изток и се разграничават две подобласти – Евксинска на запад от река Мелет с валежи под 1500 mm и Колхидска на изток с валежи, достигащи на места до 4000 mm. Доминиращите дървесни видове са източен бук (Fagus orientalis) в планините и сладък кестен (Castanea sativa) в равнините при значително присъствие на зимен дъб (Quercus petraea), кападокийски клен (Acer cappadocicum), габъролистна зелкова (Zelkova carpinifolia), липа (Tilia spp.) и ясенолистна птерокария (Pterocarya fraxinifolia), докато долните етажи са заети от вечнозелени широколистни видове.